# Gérard Garouste
Gérard Garouste, né le 10 mars 1946 à Paris, est un peintre, graveur et sculpteur français.

## Biographie

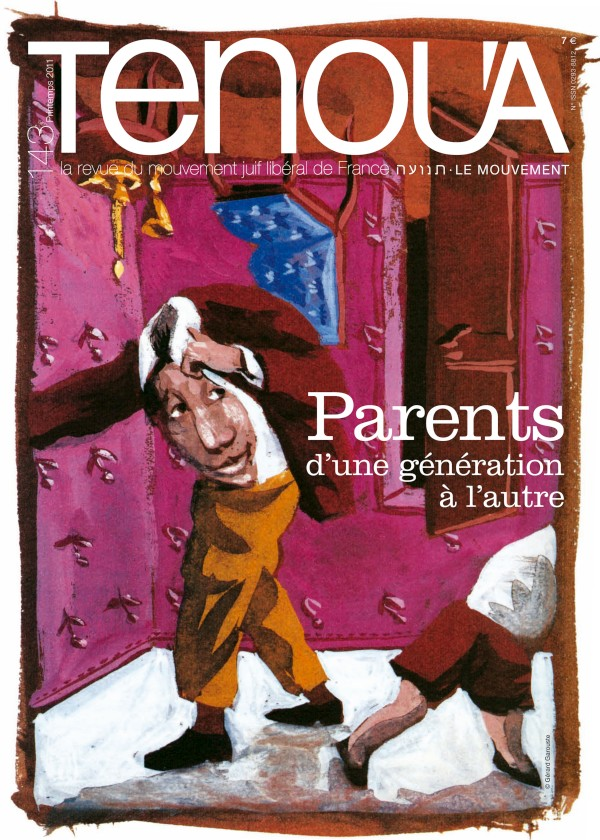
Afikomane, peinture de Gérard Garouste figurant sur une couverture du magazine français Tenou'a (2011).

Gérard Garouste est le fils d'Henri Auguste Garouste  (1919-2007), marchand de meubles, et d'Edmée Sauvagnac (1917-2004).
Il est interne au collège du Montcel à Jouy-en-Josas puis fait ses études aux Beaux-Arts de Paris de 1965 à 1972, dans l'atelier du peintre abstrait Gustave Singier. Il découvre alors Marcel Duchamp et l'art conceptuel. À cette époque, il pratique essentiellement du dessin d'humour et crée de nombreuses scénographies pour son ami l'auteur et metteur en scène Jean-Michel Ribes (notamment sur les spectacles Il faut que le Sycomore coule, Jacky parady, etc.). En 1977, il présente au Palace Le Classique et l'Indien, un spectacle dont il est l'auteur, le metteur en scène et le décorateur. Depuis 1979, il vit et travaille dans l'Eure. Il intervient au Palace jusqu'en 1982, comme scénographe et comme peintre. C'est une exposition de Jean Dubuffet et des œuvres d'art brut qui le décident à s'orienter dans la voie de la peinture figurative à la fin des années 1970.
En 1980, il expose pour la première fois à la galerie Durand-Dessert, avec une peinture figurative, mythologique et allégorique. Sa première exposition internationale a lieu à New York en 1982 à la Holly Solomon Gallery. D'autres suivront, notamment chez Leo Castelli et Sperone. Il est le seul artiste français invité à l'exposition Zeitgeist à Berlin. La reconnaissance institutionnelle arrive en 1987, au CAPC de Bordeaux, où il présente conjointement huiles sur toiles et acryliques sur indienne, puis à la Fondation Cartier.
Il a réalisé des œuvres ou des décors pour le palais de l'Élysée, des sculptures de la cathédrale d'Évry, le plafond du théâtre de Namur, une fresque pour la salle des mariages de l'hôtel de ville gothique de Mons ou encore les vitraux de l'église Notre-Dame de Talant. En 1989, Garouste réalise le rideau de scène du théâtre du Châtelet.
Il reçoit une commande en 1996 d'une œuvre monumentale pour la Bibliothèque nationale de France, mêlant peinture et fer forgé. Sculpture et gravure l'attirent de plus en plus, ainsi que l'illustration de textes universels, de Don Quichotte à la Haggadah. En 2001, il présente, à la Fondation Cartier, Ellipse, ensemble de toiles montées sur une architecture qu'il a lui-même dessinée. En 2008, sur commande d'État, il crée la maquette d'une tapisserie d'Aubusson monumentale de 24 m2, le Murex et l'Araignée, installée dans l'escalier d'honneur de l'hôtel de ville d'Aubusson.
Ses peintures, figuratives, font souvent référence à la Bible qu'il étudie intensément parallèlement à l'apprentissage de l'hébreu entamé à la fin des années 1990.
À partir de 2009 et la publication de son récit autobiographique L'Intranquille, Gérard Garouste révèle publiquement le poids de son histoire familiale et ses problèmes psychiatriques. Son père, Henri Auguste Garouste, antisémite et pétainiste convaincu, est condamné le 25 juin 1945 à rembourser les établissements Lévitan qu’il avait spoliés en 1943, durant la guerre. Gérard Garouste voit dans cette terrible histoire familiale l'origine de ses troubles mentaux.
Gérard Garouste est le mari de la designer Élisabeth Garouste et le beau-frère de David Rochline. Par ailleurs, il explique librement avoir régulièrement vécu des crises et des moments de délires psychiatriques, décrits dans son livre L'Intranquille, pour lesquels il a été traité - notamment dans sa jeunesse - à l'hôpital psychiatrique Paul-Guiraud de Villejuif et plus récemment à l'hôpital Sainte-Anne, résumés comme une bipolarité par son ami Philippe Starck pour une émission de radio (Garouste s'étant par exemple dénudé en feignant de se transformer en loup-garou hurlant, sous les yeux médusés de Starck au fin fond d'une obscure forêt solognote).
Depuis 2001, il est représenté par la galerie Daniel Templon, où il expose régulièrement.
En 2009, Gérard Garouste expose son œuvre à la médiathèque de la ville d'Argentan en collaboration avec le philosophe français Michel Onfray. 
En 2013, il tient le rôle d'Alain dans le film Elle s'en va d'Emmanuelle Bercot au côté de Catherine Deneuve.
Gérard Garouste est élu, le 13 décembre 2017, à l'Académie des beaux-arts au siège de Georges Mathieu,.

## Œuvres sélectives

### Collection particulière

#### Peinture
- Alt-neu shul sur le Pont-Neuf (2020)[13].

### Commandes publiques

#### Peinture
- Plafond d'une chambre de l'appartement présidentiel au Palais de l'Élysée (1983), Paris[14]
- Installation de peinture et fer forgé, Bibliothèque nationale de France (1996), Paris[14]
- Plafond du foyer du théâtre Royal (1999), Namur (Belgique)[14]
- Frise dans la salle des mariages de l'Hôtel de ville (2006), Mons (Belgique)[14]

#### Sculpture
- Le défi du soleil (1984), Jardin du Palais-Royal (1984), Paris[14]
- Palais de Justice (1994), Lyon[14]
- Vierge à l'Enfant, Christ, tabernacle pour la chapelle de Jour de la Cathédrale de la Résurrection (1995), Évry[14]
- Rampe de Garouste, Hôtel de ville (2006), Mons (Belgique)[15],[14]

#### Vitraux
- Église Notre-Dame, en collaboration avec le verrier Pierre-Alain Parot (1995), Talant[14]
- Eglise Saint-Pierre de Lubilhac 07200 Coux.

#### Tapisserie
- Le murex et l'araignée (2006), Aubusson[14]

#### Autres
- Rideau de scène du théâtre du Châtelet (1989), Paris[14]
- En 2004, il réalise l'affiche officielle de la 52e Feria de Nîmes.

### Œuvres publiées
- La Mouche
- Ellipse, la fondation Cartier
- Dante (195 × 130 cm)
- L'Antipode, huile sur toile (130 × 90 cm)
- Don Quichotte illustré par Gérard Garouste, éditions Diane de Selliers, paru en 1998.
- L'intranquille : autoportrait d'un fils, d'un peintre, d'un fou, Gérard Garouste et Judith Perrignon, Paris, L'Iconoclaste, 2009, 155 p

### Théâtre
- 1969 : Le Lai de Barrabas de Fernando Arrabal, mise en scène Jean-Michel Ribes, Studio des Champs-Elysées, Paris (costumes et décors).
- 1977 : Le Classique et l'Indien de Gérard Garouste, Festival Transthéâtre Libération, Paris.
- 2008 : Le Classique et l'Indien de Gérard Garouste et Joël Calmettes, théâtre du Rond-Point, Paris.

## Principales expositions individuelles
- 1988 : Gérard Garouste au musée national d'art moderne, Paris.
- 1994 : Gérard Garouste au musée Mandet, Riom.
- 2001 : Ellipse à la Fondation Cartier pour l'art contemporain, Paris.
- 2002 : Kézive ou la ville mensonge, Galerie Daniel Templon, Paris.
- 2003 : Saintes ellipses à la Chapelle Saint-Louis de la Salpêtrière, Paris.
- 2004 : Portraits, Galerie Daniel Templon, Paris.
- 2005 : La Coupole au Panthéon, Paris.
- 2006 : L'Anesse et la Figue, Galerie Daniel Templon, Paris.
- 2008 : La Bourgogne, la famille et l'eau tiède, Galerie Daniel Templon, Paris.
- 2009 : Le Murex et l'Araignée, Hôtel de Ville, Aubusson.
- 2009 : Le Classique et l’Indien, Grandes Galeries, Atelier Balthus, villa Médicis, Rome.
- 2010 : Gérard Garouste et les enfants de La Source, Musée de Louviers, Louviers.
- 2011 : Gérard Garouste et La Source, Carré Sainte Anne, Montpellier[16], commissariat de Numa Hambursin.
- 2011 : Walpurgisnachtstraum (Songe d'une nuit de Walpurgis), Galerie Daniel Templon, Paris[17].
- 2011 : Gravures et Lithographies, Galerie Eva Doublet, Saint-Georges-du-Bois[18].
- 2014 : Contes ineffables, galerie Daniel Templon, Paris[19],[20].
- 2015 : En chemin, exposition à la Fondation Maeght du 27 juin au 29 novembre 2015[21], commissariat d'Olivier Kaeppelin.
- 2016 : exposition au Musée des Beaux Arts de Mons, Belgique ainsi qu'à la Salle St Georges du 24 septembre 2016 au 29 janvier 2017.
- 2017 : Les Garouste complot de famille du 6 mai au 31 août au château d'Hauterives. Pour la première fois, Gérard Garouste et son épouse, Elizabeth Garouste, designer, exposent ensemble. Pour la première fois, c’est leur passion commune pour l’art brut qui les réunit, là même où le facteur Cheval a érigé son célèbre Palais idéal, devenu référence mondiale de l’art brut.
- 2018 : Diane et Actéon, musée de la chasse et de la nature, Paris, France.
- 2019 : Gérard Garouste, Centre des arts Palais Aicha Fahmy, Biennale de Caire, Caire, Égypte.
- 2020 : Gérard Garouste – The other side, National Gallery of Modern Art, New Delhi, Inde.
- 2022 : Gérard Garouste, rétrospective du 7 septembre 2022 au 2 janvier.
- 2023, au centre Georges-Pompidou, Paris[22].
- Été 2024 : L'art à la source, au Palais des arts et du festival, Dinard[8].

## Décorations
- Officier de la Légion d'honneur (2015 ; chevalier en 2000[23])[24]
- Commandeur de l'ordre national du Mérite (2019 ; officier en 2004[25])[26]
- Commandeur de l'ordre des Arts et des Lettres (2011)[27]

#### Ouvrages de Gérard Garouste
- Gérard Garouste, Paris, éditions Flammarion, 2009 (préface de Michel Onfray)
- Gérard Garouste et Judith Perrignon, L'Intranquille. Autoportrait d'un fils, d'un peintre, d'un fou, Paris, L'Iconoclaste, 2009, 200 p. (ISBN 978-2-913366-25-1, LCCN 2009443003)
- Gérard Garouste et Catherine Grenier, Vraiment peindre, Paris, Éditions du Seuil, 2022, 160 p. (ISBN 978-2-7578-9611-2)

#### Ouvrages sur Gérard Garouste
- Demetrio Paparoni, Gérard Garouste, Dall'Enigma del Canis Major, Gibellina, Museo civico d'Arte contemporanea, 1982
- Bernard Blistène, Gérard Garouste, Paintings and Drawings, New York, Leo Castelli Gallery & Sperone Westwater Gallery, 1983
- Carmine Benincasa et Gérard-Georges Lemaire, Gérard Garouste, Rome, Leader/Arte, 1984 (catalogue d'exposition réalisé par Cleto Polcina)
- Gérard-Georges Lemaire, La Cinquième Saison de Gérard Garouste, Musée municipal de Bourbon-Lancy, 1984
- Gérard Garouste, Peintures de 1985 à 1987, Bordeaux, CAPC - Musée d'art contemporain, 1987
- Les Indiennes de Gérard Garouste, Charleroi, Palais des Beaux-Arts, 1988
- Gérard Garouste, Paris, Centre Georges Pompidou, 1988
- Gérard Garouste, Cologne, Galerie Rudolph Zwirner, 1989
- Gérard-Georges Lemaire, L'Etat de disgrâce esthétique, Paris, Galerie Liliane et Michel Durand-Dessert, 1991
- L'Ecclésiaste et Isaïe, série sur l'Ancien Testament (gouaches), Chalon-sur-Saône, Espace des Arts, 1991
- Philippe Piguet et Gérard-Georges Lemaire, New Arbeiten 1987-1991, Hanovre, Kunstverein Hannover, 1992
- Le trouble du regard, Laon, Riom, 1994
- Gérard-Georges Lemaire, Gérard Garouste, œuvres 1981-1991, Centre d'art Maison populaire, Montreuil, Editions Eric Koehler, 1994
- Daniel Sibony, Tal la rosée, Paris, Liliane et Michel Durand-Dessert, 1996
- Philippe Piguet, Gravures 1989-1996, Troyes, Libos, 1997
- Jacques Jansen, Commedia, Nimègue, Daan van Speybroeck, 1997
- Guy Demerson et Gérard Garouste, La Dive Bacbuc, Paris, Fondation d'entreprise Coprim, 1998
- Laurent Busine, Quixote apocrifo, Paris, Galerie Liliane et Michel Durand-Dessert, 1999
- Hortense Lyon, Ellipse, Fondation Cartier pour l'art contemporain, Arles, Actes Sud, 2001
- Marc Augé, Kezive, la ville mensonge, Paris, Galerie Daniel Templon, 2002
- Laurent Busine, Saintes Ellipses, Paris, Editions du Regard, 2003 (Festival d'automne de Paris)
- Marie-José Mondzain et Hortense Lyon, Portraits, Paris, Galerie Daniel Templon, 2004
- Hortense Lyon, L'ânesse et la figue, Paris, Galerie Daniel Templon, 2006
- Gérard Garouste, les libraires aveugles, Milan, Fondation Mudima, 2006
- Hortense Lyon, La Bourgogne, la famille et l'eau tiède, Paris, Galerie Daniel Templon, 2008
- Le Classique et l'Indien, Villa Médicis, Milan, Electa, 2009
- Gérard Garouste & Les enfants de la Source, Louviers, HB impressions, 2010
- Bernard Blistène et Henri Berestycki, Gérard Garouste : Walpurgisnachtstraum = songe d'une nuit de Walpurgis, Galerie Daniel Templon, 2011, 79 p. (ISBN 978-2-917515-10-5 et 2-917515-10-4, OCLC 775271446).
- Disderot, Victoire, et Altman, Jack, (1938- ...).,, Gérard Garouste Contes ineffables : exposition du 11 janvier au 26 février 2014, [Paris, Galerie Daniel Templon], Galerie Daniel Templon, 2014 (ISBN 978-2-917515-13-6 et 2-917515-13-9, OCLC 870267372).
- Garouste, Gérard, 1946- et Fondation Maeght., Gérard Garouste : en chemin (ISBN 978-2-08-136165-2 et 2-08-136165-5, OCLC 911259964).
- Gérard Garouste, Zeugma, Paris, Galerie Daniel Templon, 2018

#### Autres
- Bernard Blistène, Gérard-Georges Lemaire et Catherine Strasser, Gérard Garouste, Le Classique et l'Indien, Paris, Galerie Liliane et Michel Durand-Dessert, 1984
- Gérard-Georges Lemaire, Gérard Garouste, Turin, Il Quadrante, 1986
- Le débat du cœur et du corps, illustration des poèmes de François Villon, Paris, Galerie Liliane et Michel Durand-Dessert, 1986 (livre d'artiste)
- Le Palais de la mémoire, Jouy-en-Josas, Fondation Cartier, 1988 (livre d'artiste)
- Edmond Jabès, Tal, d'après Le livre des ressemblances, Paris, Les Francs Bibliophiles, 1996 (livre d'artiste)
- Anne Dagbert, Gérard Garouste, Paris, Fall, 1996
- Miguel de Cervantès (ill. Gérard Garouste), Don Quichotte, Paris, Diane de Selliers, 1998, 366 p. (ISBN 978-2-903656-23-2) (préface de Laurent Busine)
- Pierre Cabanne, Gérard Garouste, Angers, Expressions contemporaines, 2000
- Marc-Alain Ouaknin, La Haggada, Paris, Assouline, 2001
- Gérard Garouste et Hortense Lyon, Le Grand Apiculteur, Paris, Bayard, 2002
- Patrick Modiano, Dieu prend-il soin des bœufs ?, Paris, Editions de l'Acacia, 2003 (livre d'artiste)
- (en) François Rachline, Gérard Garouste. Peindre à présent, Paris, Fragments, 2004, 144 p. (ISBN 978-2-912964-74-8, OCLC 56990223, LCCN 2007370132)
- Garouste à Talant, Paris, Ereme, 2006
- Michel Onfray, L’apiculteur et les indiens, La peinture de Gérard Garouste, Paris, Galilée, 2009, 144 p. (ISBN 978-2-7186-0798-6, LCCN 2009503537)
- François Rachline, La loi intérieure, Paris, 2010 (illustration de couverture et conception graphique par Gérard Garouste)

### Documentaires
- Les Métamorphoses d'une œuvre de Joël Calmettes, sur sa collaboration avec différents artisans à la réalisation d'œuvres pour la décoration d'un bâtiment rue du Bac à Paris 7e
- Le Passeur de Joël Calmettes, sur son travail de peinture en atelier
- Gérard Garouste, retour aux sources de Joël Calmettes sur les sources d'inspiration de l'artiste